# George Barr McCutcheon
Pour les articles homonymes, voir McCutcheon.
George Barr McCutcheon est un écrivain américain né le 26 juillet 1866 près de Lafayette, dans le comté de Tippecanoe en Indiana, et mort le 23 octobre 1928 à New York. Il est l'auteur d'une quarantaine de romans populaires à succès durant le premier quart du XXe siècle, notamment Brewster's Millions, adapté à plusieurs reprises au cinéma, et ceux relevant du genre de la romance ruritanienne prenant place dans la principauté fictive de Graustark.

## Romans
- 1901 : Graustark: The Story of a Love Behind a Throne
- 1902 : Brewster's Millions
- 1902 : Castle Craneycrow
- 1903 : The Sherrods
- 1904 : Beverly of Graustark
- 1904 : The Day of the Dog
- 1905 : The Purple Parasol
- 1905 : Nedra
- 1906 : Jane Cable
- 1906 : Cowardice Court
- 1907 : The Flyers
- 1907 : The Daughter of Anderson Crow
- 1908 : The Husbands of Edith
- 1908 : The Man from Brodney's
- 1909 : The Alternative
- 1909 : Truxton King: A Story of Graustark
- 1910 : The Butterfly Man
- 1910 : The Rose in the Ring
- 1911 : Mary Midthorne
- 1911 : What's-His-Name
- 1912 : The Hollow of Her Hand
- 1913 : A Fool and His Money
- 1914 : Black Is White
- 1914 : Her Weight in Gold
- 1914 : The Prince of Graustark
- 1915 : Mr. Bingle
- 1916 : From the Housetops
- 1916 : The Light that Lies
- 1917 : Green Fancy
- 1918 : Shot with Crimson
- 1918 : The City of Masks
- 1919 : Sherry
- 1920 : West Wind Drift
- 1921 : Quill's Window
- 1922 : Viola Gwyn
- 1922 : Yollop
- 1923 : Oliver October
- 1924 : East of the Setting Sun
- 1925 : Romeo in Moon Village
- 1926 : Kindling and Ashes
- 1927 : The Inn of the Hawk and the Raven
- 1928 : Blades
- 1929 : The Merivales